# Skoki do wody na Igrzyskach Wspólnoty Narodów 2018
Skoki do wody na Igrzyskach Wspólnoty Narodów 2018 odbywały się w dniach 11–14 kwietnia 2018 roku. Sześćdziesięciu dziewięciu zawodników obojga płci rywalizowało w dziesięciu konkurencjach indywidualnych i zespołowych.

## Podsumowanie

### Klasyfikacja medalowa
| Klasyfikacja medalowa | Klasyfikacja medalowa | Klasyfikacja medalowa | Klasyfikacja medalowa | Klasyfikacja medalowa | Klasyfikacja medalowa |
| Miejsce               | państwo               | Złoto                 | Srebro                | Brąz                  | Razem                 |
| --------------------- | --------------------- | --------------------- | --------------------- | --------------------- | --------------------- |
| 1                     | Anglia                | 4                     | 3                     | 1                     | 8                     |
| 2                     | Australia             | 3                     | 3                     | 5                     | 11                    |
| 3                     | Kanada                | 1                     | 4                     | 1                     | 6                     |
| 4                     | Malezja               | 1                     | 0                     | 2                     | 3                     |
| 5                     | Szkocja               | 1                     | 0                     | 1                     | 2                     |
| Razem                 | Razem                 | 10                    | 10                    | 10                    | 30                    |

### Medaliści
| Konkurencja                   | 1. miejsce                                    | 2. miejsce                                      | 3. miejsce                                    |           |
| Mężczyźni                     | Mężczyźni                                     | Mężczyźni                                       | Mężczyźni                                     | Mężczyźni |
| ----------------------------- | --------------------------------------------- | ----------------------------------------------- | --------------------------------------------- | --------- |
| Trampolina 1 m indywidualnie  | Jack Laugher                                  | James Connor                                    | James Heatly                                  |           |
| Trampolina 3 m indywidualnie  | Jack Laugher                                  | Philippe Gagné                                  | James Connor                                  |           |
| Wieża 10 m indywidualnie      | Domonic Bedggood                              | Matthew Dixon                                   | Vincent Riendeau                              |           |
| Trampolina 3 m synchronicznie | Anglia · Jack Laugher · Chris Mears           | Kanada · Philippe Gagné · François Imbeau-Dulac | Australia · Domonic Bedggood · Matthew Taylor |           |
| Wieża 10 m synchronicznie     | Anglia · Tom Daley · Daniel Goodfellow        | Anglia · Matthew Dixon · Noah Williams          | Australia · Domonic Bedggood · Dec Stacey     |           |
| Kobiety                       |                                               |                                                 |                                               |           |
| Trampolina 1 m indywidualnie  | Grace Reid                                    | Georgia Sheehan                                 | Esther Qin                                    |           |
| Trampolina 3 m indywidualnie  | Jennifer Abel                                 | Maddison Keeney                                 | Anabelle Smith                                |           |
| Wieża 10 m indywidualnie      | Melissa Wu                                    | Meaghan Benfeito                                | Lois Toulson                                  |           |
| Trampolina 3 m synchronicznie | Australia · Esther Qin · Georgia Sheehan      | Anglia · Alicia Blagg · Katherine Torrance      | Malezja · Leong Mun Yee · Nur Dhabitah Sabri  |           |
| Wieża 10 m synchronicznie     | Malezja · Cheong Jun Hoong · Pandelela Rinong | Kanada · Meaghan Benfeito · Caeli McKay         | Malezja · Leong Mun Yee · Nur Dhabitah Sabri  |           |